# برام شميتز
برام شميتز (بالهولندية: Bram Schmitz)‏ (و. 1977  م) هو cyclo-cross cyclist ‏، ودراج هولندي، ولد في آودا آيسلستريك.

## روابط خارجية
- برام شميتز على موقع الاتحاد الدولي للدراجات (الإنجليزية)
- برام شميتز على موقع أرشيف الدراجات (الإنجليزية)
- برام شميتز على موقع إحصائيات الدراجات الإحترافية (الإنجليزية)
- برام شميتز على موقع نسبة الدراجات (الإنجليزية)
- برام شميتز على موقع CycleBase (الإنجليزية)